# Karanks smugowy
Karanks smugowy, karanks półżółty (Caranx sexfasciatus) – gatunek ryby okoniokształtnej z rodziny ostrobokowatych (Carangidae), zamieszkującej wody regionu infopacyficznego i Morza Czerwonego, bytującej na głębokości do 146 m. Osiąga długość 120 cm i masę ciała 18 kg. Żywi się rybami i skorupiakami.